# Thomas Watson (graveur)
Pour les articles homonymes, voir Thomas Watson et Watson.

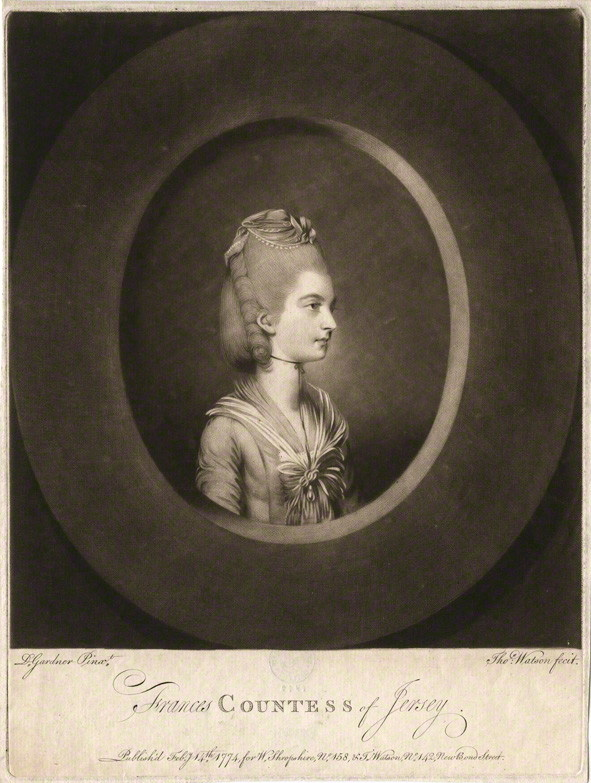
Frances Villiers, Comtesse de Jersey. Une gravure à la manière noire réalisée par Watson, publiée en 1774 d'après le portrait original fait par Daniel Gardner.

Thomas Watson, né en 1750 à Londres, et mort en 1781 à Bristol, est un graveur en manière noire et en pointillé.

## Biographie
Thomas Watson né en 1750 à Londres, est le fils de Thomas Watson (mort en 1791), un imprimeur, et de sa femme Esther. Rien n'est connu de sa formation mais il évolue rapidement comme un fin graveur en manière noire et au pointillé. 
Ses premières estampes sont publiées en collaboration avec le livre et les imprimeurs Samuel Hooper et Walter Shropshire. Entre 1773 et 1776, il expose avec la Société des Artistes.
En 1778, il s'associe avec William Dickinson.
Ses œuvres comprennent des gravures de tableaux de son beau-frère Daniel Gardner (en) et une gravure de l'avocat Andrew Stuart (en) d'après un portrait fait par Joshua Reynolds.
Thomas Watson meurt et est inhumé en 1781 à Bristol.